# Exochus atrofemoratus
Exochus atrofemoratus är en stekelart som beskrevs av Valentina I. Tolkanitz 1993. Exochus atrofemoratus ingår i släktet Exochus och familjen brokparasitsteklar. Inga underarter finns listade i Catalogue of Life.